# Markus Windberger
Markus Windberger  (* 17. Oktober 1960 in Wien) ist ein österreichischer Bühnenbildner und Intendant des Wiener Operettensommers.

## Leben und Werk
Markus Windberger ist der Sohn des Bühnenbildners Ferry Windberger und der Balletttänzerin Inge Skof. Er war Ausstattungsassistent am letzten Operettenhaus Wiens, dem Raimundtheater. Windberger studierte an der Akademie der bildenden Künste Wien bei Lois Egg Bühnenbild und bei Anton Lehmden Malerei. Seinen Abschluss als Dipl. Akad. Bühnenbildner absolvierte er 1982. Er arbeitet als Landschaftsmaler und Bildhauer, Werbedesigner und Dekorationsbauer.
Sein Bühnenbild-Debüt als Festivaldesigner gab er zu Studienbeginn beim internationalen Jazzfestival „Wiesen“ für Franz Bogner. Noch während des Studiums gestaltete er das Bühnenbild für Beaumarchais „Der Tolle Tag“ am Stadttheater Baden.
Er arbeitete als Bühnenbildner für die Stadttheater Baden und St. Pölten. Während eines Engagements bei den Bregenzer Festspiele lernte er Ernst Fuchs kennen, für den er anschließend zwei Jahre lang als persönlicher Assistent tätig war.
Michael Mohapp engagierte ihn als Bühnenbildner für sein „Graumann Theater“. Mit dem Bühnenbild der Produktion „Die Lustige Witwe“ in der Inszenierung von Elfriede Mohrenberger gewann er den Internationalen Theater-Wettbewerb Europalia in Gent und Antwerpen. 1991 und 1992 war er bei der Konzeption und der Durchführung der NÖ Donaufestivals 1991 und 1992 beteiligt. Im Zuge des „Räume in Bewegung“-Festivals entwickelte er in Zusammenarbeit mit Eduard Neversal das Konzept eines multifunktionalen Modultheaters, das in Potsdam realisiert wurde. Von den Berliner Medien wurde das so entstandene Theater auf den Spitznamen „Blechbüchse“ getauft.
Mit den drei experimentellen Themenparks „Anderswelt“, „Blue Dome“ und „Michelstettner Schule“ entstanden Versuche, durch neue Spiel und Wahrnehmungsformen das Theater interaktiv für größeres Publikum verständlich zu machen. Mit der Übernahme des Wiener Operettensommers kehrte Windberger zur Operette zurück.
Seine Firma „Windberger Art GmbH“, die Veranstalterin des Wiener Operettensommers war, musst 2013 auf Grund mangelnder Kostendeckung im Insolvenzverfahren, liquidiert werden.
Die „Windberger Art GmbH“ wurde am 1. September 2016 aus dem Firmenbuch gelöscht. FN 324288w:  Wiener Zeitung Nr. 183 vom 17./18. September 2016.